# Sclerophricta
Sclerophricta é um gênero de mariposa pertencente à família Acrolophidae.